# Kupienin
Kupienin – wieś w Polsce położona w województwie małopolskim, w powiecie dąbrowskim, w gminie Mędrzechów.
W latach 1975–1998 miejscowość administracyjnie należała do województwa tarnowskiego. Integralne części miejscowości: Jazki, Piaski.
W miejscowości był przystanek kolejowy Kupienin.
Z miejscowością związany jest Zygmunt Zimowski.